# Ophiomyia eucodonus
Ophiomyia eucodonus är en tvåvingeart som beskrevs av Erich Martin Hering 1960. Ophiomyia eucodonus ingår i släktet Ophiomyia och familjen minerarflugor.
Artens utbredningsområde är Tyskland. Inga underarter finns listade i Catalogue of Life.